# Graticcio di fondazione
Il graticcio di fondazione, nell'ambito dell'ingegneria civile, è un insieme di travi di fondazione incrociate fra loro. Nel caso in cui le travi siano molto larghe e vicine fra loro, si può valutare l'eventualità di realizzare una piastra di fondazione (cioè un graticcio privo di vuoti).
Il graticcio è particolarmente indicato per contrastare il fenomeno dei cedimenti differenziali, in zone in cui la qualità meccanica del terreno è inadeguata ai carichi prodotti dalla sovrastruttura.